# Mirocastnia
Mirocastnia is een geslacht van vlinders van de familie Castniidae, uit de onderfamilie Castniinae.

## Soorten
- M. canis (Lathy, 1923)
- M. pyrrhopygoides (Houlbert, 1917)
- M. smalli J.Y. Miller, 1980